# Gav Yam Negev Advanced Technologies Park

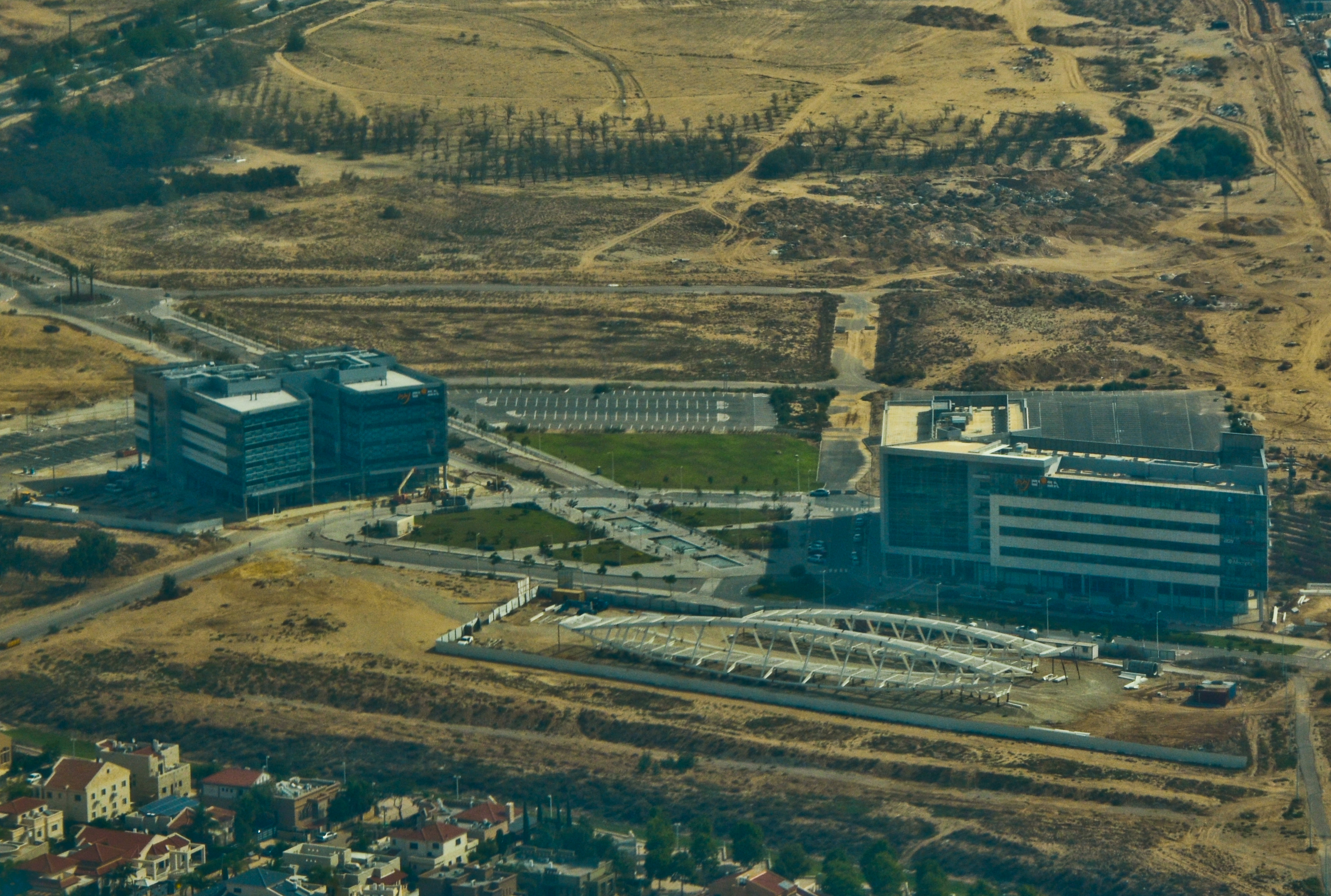
Erste Gebäude im Gav Yam Negev Advanced Technology Park im Jahre 2014

Der Gav Yam Negev Advanced Technology Park (hebräisch פָּארְק גַּב-יָם נֶגֶב לְטֶכְנוֹלוֹגְיוֹת מִתְקַדְּמוֹת Pārq Gav-Jam Negev ləṬechnōlōgjōt Mitqadd[ə]mōt, deutsch ‚Gav-Yam Negev Park für fortschrittliche Technologien‘) ist ein 2013 gegründeter Technologiepark in Beʾer Scheva (hebräisch בְּאֵר שֶׁבַע, Israel), mitten in der Wüste Negev gelegen. Es grenzt direkt an den Universitätscampus und an die Ben-Gurion-Universität im Negev. Es besteht derzeit aus drei großen Bürokomplexen mit rund 2500 Mitarbeitern auf 50.000 m² Fläche, die für 70 unterschiedliche Hightech-Unternehmen tätig sind, zu denen PayPal, Dell EMC, IBM, Oracle, WIX, Mellanox, Incubit, Allscripts, AudioCodes und die Deutsche Telekom gehören. Der Ausbau soll zu einer Gesamtnutzungsfläche von 200.000 m² mit 10.000 Arbeitsplätzen führen.
Der zukünftige Technologie-Campus der israelischen Verteidigungsstreitkräfte (IDF) soll in unmittelbarer Nachbarschaft entstehen, in dem das Militär plant, seine verschiedenen Cyber- und Technologieeinheiten zusammenzuführen. Sie gelten als Kaderschmiede für Start-ups. Neben dem Elite-Unit 8200, deren ehemalige Mitarbeiter führende israelische High-Tech-Unternehmen gründeten, darunter beispielsweise Check Point oder ICQ, hat die israelischen Armee zwei weitere Einheiten für Cybersoldaten: Das „C4I Direktorat“ konzentriert sich auf die Abwehr; Aman (hebräisch אמ״ן, Abteilung für militärische Aufklärung) ist an der Forschung offensiver Strategien beteiligt. Damit ist Be’er Scheva zum weltweit größten Zentrum für Cybersecurity (Informationssicherheit) geworden. CyberSpark ist der Name der israelischen Cyber Innovation Arena in Beʾer Scheva. Es ist ein Joint Venture des Israeli National Cyber Bureau im Büro des Premierministers, der Gemeinde Beʾer Scheva, der Ben Gurion-Universität im Negev und führender Unternehmen der Cybersicherheitsbranche. Eine intensive Zusammenarbeit zwischen der Universität, der Industrie, dem Militär und den Start-up-Unternehmen ist das Ziel.